# Ukhxúnuba
Ukhxúnuba (àrab: أخشونبة, Uẖxūnuba, del llatí: Ossonoba) és el nom donat pels geògrafs musulmans a la zona sud-oest de la península Ibèrica, corresponent més o menys el modern Algarve. La capital fins al segle x n'era la ciutat homònima d'Ukhxúnuba, l'actual Faro. Com passava sovint, la cora era designada pel nom de la capital; però al segle xi la ciutat d'Ukhxúnuba va adoptar el nom de Xantamríyyat al-Gharb i a partir d'aleshores el nom d'Ukhxúnuba es va aplicar només al districte.

## Història
La regió fou conquerida pels àrabs el 713 i poblada per la tribu iemenita dels yahsubí, que van governar de fet la regió fins que foren eliminats per Abd-ar-Rahman I el 774, emigrant llavors a Silves, que va esdevenir la principal ciutat d'al-Gharb o al-Gharbiyya (és a dir, l'Algarve) mercès als iemenites, els conversos muladís i els àrabs làkhmides, fins que al segle x va acabar sent la capital regional. A Ukhxúnuba, la família principal era, al final del segle ix, la dels mawla Banu Bakr ibn Zadlafe. Altres ciutats com Tavira (Tabira) o Lagos (Halq az-Zàwiya) van guanyar importància. El 1249 l'Algarve va passar a Portugal, que la va arrabassar als almohades.